# Tichilești, Tulcea
Tichilești (în turcă Tekeli) este o localitate componentă a orașului Isaccea din județul Tulcea, Dobrogea, România. Se află în partea de nord-vest a județului, într-o depresiune din partea de nord a Podișul Niculițelului. Aici se află singurul sanatoriu (spital) unde mai conviețuiesc cei bolnavi de lepră. Minima populație din sanatoriu așteaptă terminarea vieții fizice. Leprozeria din Tichilești a fost înființată în 1928.